# Antonin (imię)
Antonin – imię pochodzenia łacińskiego, powstałe od męskiego imienia Antoni.
Forma żeńska: Antonina
Antonin imieniny obchodzi 12 stycznia, 14 lutego 20 kwietnia, 10 maja, 7 lipca, 29 lipca, 1 sierpnia, 2 września, 24 października, 31 października i 13 listopada.

## Osoby o tym imieniu
- Antonin z Piacenzy – męczennik i święty katolicki, żołnierz Legii Tebańskiej
- Antonin Pierozzi – święty katolicki, włoski dominikanin, arcybiskup Florencji
- Antonín Dvořák
- Antonín Hájek
- Antonín Kasper – czeski żużlowiec
- Antonín Kasper – czechosłowacki żużlowiec
- Antonin Rouzier – francuski siatkarz.